# Hermann Schlegel
Hermann Schlegel (10 de juny de 1804 - 17 de gener de 1884) va ser un ornitòleg i herpetòleg alemany. Va néixer a Altenburg. El seu pare, que treballava com a forjador de llautó, col·leccionava papallones, el que va estimular l'interès de Schlegel en la història natural. El descobriment, per casualitat, d'un niu d'una au rapinyaire el va portar a l'estudi de les aus, al que també va ajudar una trobada amb Christian Ludwig Brehm.
Schlegel va començar a treballar per al seu pare, però aviat es va cansar d'això. Va viatjar a Viena el 1824, on, a la universitat, va rebre classes de Leopold Fitzinger i Johann Jacob Heckel. Una carta de recomanació de Brehm a Joseph Natterer li va aconseguir un lloc en el Museu d'Història Natural de Viena.
Un any després de la seva arribada, el director del museu, Carl Franz Anton Ritter von Schreibers, el va recomanar a Coenraad Jacob Temminck, director del museu d'història natural de Leiden, i aquest el va agafar com a ajudant. Al principi, Schlegel va treballar principalment en la col·lecció de rèptils del museu, però aviat la seva activitat es va estendre a altres grups d'animals. Schlegel seria enviat a Java a unir-se a la Natural History Commission, però la mort del que havia de ser el successor de Temminck, Heinrich Boie, va fer que el projecte no tirés endavant. Va ser en aquesta època quan Schlegel va conèixer Philipp Franz von Siebold. Es van convertir en bons amics i van col·laborar en l'obra Fauna Japonica (1845-1850).
Quan a principis del 1858 Temminck va morir, Schlegel el va succeir com a director del museu d'història natural. Estava especialment interessat en el sud-est asiàtic, i el 1857 va enviar el seu fill  Gustav a recollir espècimens d'aus a la Xina. Quan Gustav va arribar es va trobar que Robert Swinhoe havia arribat allà primer. El 1859 Schlegel va enviar a Heinrich Agathon Bernstein a recollir aus a Nova Guinea. Bernstein va morir el 1865 i va ser succeït en la missió científica per Hermann von Rosenberg.
Schlegel va agafar un jove ajudant anomenat Otto Finsch. Al mateix temps, va començar a publicar una revista científica anomenada Notes del museu de Leyden, i també una obra de catorze volums: Museum d'histoire naturelle des Pays-Bas (1862-1880). En aquesta obra utilitza a tres il·lustradors: John Gerrard Keulemans, Joseph Smit i Joseph Wolf.
Els últims anys de la seva vida van ser complicats: la seva dona va morir el 1864, la seva ajudant Finsch es va traslladar al museu d'història natural de Bremen, i la col·lecció del Museu Britànic va començar a eclipsar la de Leiden.